# Eric Cecil Ansorge
Sir Eric Cecil Ansorge (ur. 6 marca 1887, zm. 3 stycznia 1977) – brytyjski oficer Indian Civil Service i entomolog amator.

## Życiorys
Urodził się w 1887 roku. Jego ojcem był lekarz, podróżnik i przyrodnik William John Ansorge. Wczesną edukację odebrał w St. Paul's School w Londynie. Następnie uczęszczał do St. John's College w Oksfordzie. Po ukończeniu tej uczelni dołączył do Indian Civil Service i w 1911 roku wyjechał do Indii. Służył tam do 1946 roku. W tym czasie był m.in. doradcą rządu stanu Bihar i komisarzem na Andamanach. Za służbę został Kawalerem Orderu Imperium Indyjskiego, Towarzyszem Orderu Gwiazdy Indii oraz otrzymał tytuł rycerski sir. W 1946 roku wrócił do Anglii i wstąpił do Colonial Service. Po dwóch latach odsłużonych w stanie Nyasaland przeszedł na emeryturę i zamieszkał w Chalfont St. Peter. W czasie emerytury skupił się na badaniach entomologicznych organizując liczne wyprawy zamorskie i do różnych części Wysp Brytyjskich, zwłaszcza do Highlands w Szkocji. W późniejszym okresie unieruchomiło go zapalenie stawów. W Chalfont St. Peter mieszkał do śmierci w 1977.
Jego żoną była Wenonah Hardwick, córka chemika Johna Waltera Leathera. Poślubił ją w 1915 roku w Pusie.

## Dorobek naukowy
Podczas licznych podróży Ansorge zgromadził bogatą kolekcję owadów, zwłaszcza chrząszczy i motyli. Większość jego zbiorów trafiała do Buckinghamshire Museum w Aylesbury, ale afrykańskie motyle zdeponował w Birmingham Museum.
Był członkiem British Entomological and Natural History Society oraz Royal Entomological Society of London. Amateur Entomologists' Society ustanowiło nagrodę jego imienia za najlepszą ekspozycję na dorocznej wystawie.